# تبرماهی باله‌سیاه
تبرماهی باله‌سیاه (نام علمی: Carnegiella marthae) نام یک گونه از سرده تبرماهی‌های کوچک است.